# Otvaranje petog pečata
Otvaranje petog pečata je El Grecovo ulje na platnu te jedno od njegovih posljednjih djela prije smrti. Iako se dvojio, Manuel B. Cossio je predložio El Grecu da naziv slike bude Otvaranje petog pečata. Osim tog naziva, djelo je poznato i kao Peti pečat Apokalipse i Vizija sv. Ivana.
Slika se danas nalazi u njujorškom muzeju Metropolitan iz kojeg tvrde "da je slika nedovršena te veoma oštećena i ostrugana".

## Djelo
Tema ovog djela je preuzeta iz Knjige Otkrivenja (6:9-11) gdje progonjene duše mučenika mole za Božjom milošću. Na slici dominira lik svetog Ivana dok se oko njega nalaze gole duše u kaotičnoj oluji emocija.
Gornji dio platna je znatno smanjen jer je uništen 1880. Također, izgubljen je i dio slike koji prikazuje Koncert anđela koji je oštećen i odrezan. Isto tako, nedostaje i gornji dio koji prikazuje Božju ljubav.

## Usporedba s Gospođicama iz Avignona
Otvaranje petog pečata je poslužio kao inspiracija slikarskom velikanu Pablu Picassu za njegova rana kubistička djela, posebice za Gospođice iz Avignona. Naime, kada je Picasso radio na tom djelu, posjetio je svojeg prijatelja Zuloagu u njegovom pariškom ateljeu gdje je počeo proučavati El Grecovo Otvaranje petog pečata.
Poveznice između ta dva djela su uočene početkom 1980-ih kada su slike zajedno proučavane te su uočene stilske sličnosti dok je analiziran odnos između motiva. Povjesničar umjetnosti Ron Johnson se prvi fokusirao na odnos između te dvije slike. Isto tako britanski povjesničar umjetnosti John Richardson naglašava morfološke paralele između Otvaranja petog pečata i Gospođica iz Avignona te istražuje Picasso-Cézanne-El Greco odnos.
Prema Rolfu Laesseu, inspiracija Picassu su bili odjeveni sv. Ivan i gole duše mučenika tako da se na izvornom Picassovom djelu nalaze gole prostitutke kojima u sobu ulazi student medicine koji drži lubanju u ruci a u njoj se već nalazi mornar.

## Vlasništvo
Tijekom 19. stoljeća sliku je posjedovao španjolski premijer Antonio Cánovas del Castillo. Nezadovoljan time što je djelo u lošem stanju, dao je "obnoviti" sliku 1880. Tako je slika obrubljena za najmanje 175 cm. Zbog toga se ne može vidjeti kome apostol Ivan pokazuje raširene ruke. To je kasnije zaintrigriralo moderne gledatelje čime je Otvaranje petog pečata postalo slavno među modernističkim krugovima.
Nakon premijerove smrti 1897. godine, djelo je za tisuću pezeta prodano slikaru Ignaciju Zuloagi koji je veoma cijenio El Grecov rad. On je izjavio "da posjeduje vizionarsku moć" a samu sliku kao "preteču modernizma".
Muzej Zuloaga je 1956. prodao umjetničko djelo njujorškom Metropolitanu u kojem se nalazi i danas.
|  |  |